# Hubenske, Vilneansk
Hubenske (în ucraineană Губенське) este un sat în comuna Ternivka din raionul Vilneansk, regiunea Zaporijjea, Ucraina.

## Demografie
Componența lingvistică a localității Hubenske
     Ucraineană (100%)
Conform recensământului din 2001, toată populația localității Hubenske era vorbitoare de ucraineană (100%).